# Бялунь (Старгардський повіт)
Бялунь (пол. Białuń) — село в Польщі, у гміні Стара Домброва Старгардського повіту Західнопоморського воєводства.
Населення — 345 осіб (2011).
У 1975-1998 роках село належало до Щецинського воєводства.

## Демографія
Демографічна структура станом на 31 березня 2011 року:
|          | Загалом | Допрацездатний вік | Працездатний вік | Постпрацездатний вік |
| -------- | ------- | ------------------ | ---------------- | -------------------- |
| Чоловіки | 174     | 32                 | 132              | 10                   |
| Жінки    | 171     | 55                 | 100              | 16                   |
| Разом    | 345     | 87                 | 232              | 26                   |